# Josef Zmijewski
Josef Zmijewski (* 23. Dezember 1940 in Essen) ist ein deutscher römisch-katholischer Theologe.

## Leben
Nach dem Abitur 1959 am Dreikönigsgymnasium studierte er in Bonn, Freiburg im Breisgau und Köln Philosophie und Theologie. Joseph Frings weihte ihn am 11. Februar 1965 zum Priester. Er war Kaplan an St. Lambertus (Düsseldorf). Während des Aufbaustudium 1967 war er Pfarrverweser an St. Martinus (Ollheim), Subsidiar an Herz-Jesu-Kirche (Bad Godesberg) und Religionslehrer am Irmgardis-Gymnasium. Von 1973 war er Subsidiar am Bonner Münster. Nach der Promotion zum Dr. theol. im Juni 1972 war er wissenschaftlicher Assistent an der Universität Bonn. Nach der Habilitation wurde er im April 1980 zum Professor für Neutestamentliche Exegese und Neutestamentliche Einleitungswissenschaft sowie Bibelgriechisch an der Theologischen Fakultät Fulda ernannt. 
Papst Johannes Paul II. ernannte ihn im Dezember 1994 zum „Kaplan Seiner Heiligkeit“, 2004 folgte die Ernennung zum Päpstlichen Ehrenprälaten. Von 1995 bis 2004 war Zmijewski als Prior für die Komturei des Ritterordens vom Hl. Grab zu Jerusalem tätig, bevor er 2004 das Amt des Provinzials übernahm. Für seine Verdienste um die Zusammenarbeit zwischen der deutschen und polnischen Kirche wurde er im März 2002 vom Bischof von Lomza, Stanislaw Stefanek, zum Ehrendomkapitular der dortigen Kathedrale ernannt. Im Jahr 2005 erhielt er dieselbe Würde für die Kathedralkirche in Fulda.
Im Bistum Fulda engagierte er sich in der Seelsorge, unter anderem am Fuldaer Dom, in der Gemeinde St. Bonifatius und als Hausgeistlicher im Schwesternaltenheim St. Hedwig-Stift.
Am 31. Juli 2006 wurde er emeritiert. Er ist Mitglied im Unitas-Verband. Im Februar 2025 feierte er sein diamantenes Priesterjubiläum in Fulda.

## Werke (Auswahl)
- Die Eschatologiereden des Lukas-Evangeliums. Eine traditions-und redaktionsgeschichtliche Untersuchung zu Lk 21, 5–36 und Lk 17, 20–37 (= Bonner biblische Beiträge. Band 40). Hanstein, Bonn 1972, OCLC 1029102868 (zugleich Dissertation, Bonn 1972).
- Der Stil der paulinischen „Narrenrede“. Analyse der Sprachgestaltung in 2 Kor 11,1–12,10 als Beitrag zur Methodik von Stiluntersuchungen neutestamentlicher Texte (= Bonner biblische Beiträge. Band 52). Hanstein, Köln/Bonn 1978, ISBN 3-7756-1063-4 (zugleich Habilitationsschrift, Bonn 1972).
- mit Ernst Nellessen (Hrsg.): Begegnung mit dem Wort. Festschrift für Heinrich Zimmermann (= Bonner biblische Beiträge. Band 53). Hanstein, Bonn 1980, ISBN 3-7756-1064-2.
- Paulus – Knecht und Apostel Christi. Amt und Amtsträger in paulinischer Sicht. Verlag Katholisches Bibelwerk, Stuttgart 1986, ISBN 3-460-32501-1.
- Das Neue Testament – Quelle christlicher Theologie und Glaubenspraxis. Aufsätze zum Neuen Testament und seiner Auslegung. Verlag Katholisches Bibelwerk, Stuttgart 1986, ISBN 3-460-32441-4.
- Unterwegs zur wahren Heimat. Geistliche Ansprachen. Butzon und Bercker, Kevelaer 1988, ISBN 3-7666-9589-4.
- Die Mutter des Messias. Maria in der Christusverkündigung des Neuen Testaments. Eine exegetische Studie. Butzon und Bercker, Kevelaer 1989, ISBN 3-7666-9619-X.
- (Hrsg.): Die alttestamentliche Botschaft als Wegweiser. Festschrift für Heinz Reinelt. Verlag Katholisches Bibelwerk, Stuttgart 1990, ISBN 3-460-32901-7.
- Liebe, die uns Hoffnung schenkt. Geistliche Worte. Pustet, Regensburg 1993, ISBN 3-7666-9619-X.
- Die Apostelgeschichte (= Regensburger Neues Testament). Pustet, Regensburg 1994, ISBN 3-7917-1421-X.
- Mein ganzes Glück bist du allein. Geistliche Ansprachen. Parzeller, Fulda 1998, ISBN 3-7900-0293-3.
- mit Bernd Willmes und Karlheinz Diez: Gott als Vater in Bibel und Liturgie (= Fuldaer Hochschulschriften. Band 34). Knecht, Frankfurt am Main 2000, ISBN 3-7820-0842-1.
- Wir haben den Messias gefunden. Menschen, die Jesus begegneten – biblische Meditationen. Steyler Verlag, Nettetal 2002, ISBN 3-8050-0473-7.
- Singt dem Herrn ein neues Lied. Meditationen zu modernen Gottesdienstliedern. Butzon und Bercker, Kevelaer 2006, ISBN 3-7666-0865-7.